# جک هانتر
جک هانتر (به انگلیسی: Jack Hunter) بازیکن فوتبال زادهٔ ۱۸۵۲ اهل کشور انگلستان بود که سابقهٔ بازی در تیم ملی فوتبال انگلستان را در کارنامهٔ خود دارد. وی در تاریخ ۲ مارس ۱۸۷۸ نخستین بازی ملی خود را در مقابل تیم ملی فوتبال اسکاتلند انجام داد و با حضور در ۷ بازی ملی، در تاریخ ۱۳ مارس ۱۸۸۲ واپسین بازی ملی‌اش را در برابر تیم ملی فوتبال ولز برگزار کرد.